# S51SE
Sony Ericsson mini S51SE（ソニー エリクソン ミニ エス ごーいち エスイー）はソニーモバイルコミュニケーションズ（旧・ソニー・エリクソン・モバイルコミュニケーションズ）が開発しイー・アクセス（イー・モバイルブランド）が販売する、W-CDMA及びGSM通信方式に対応する、AndroidをOSに搭載したスマートフォン。

## 概要
ソニー・エリクソンとしては初のイー・モバイル向け端末であり、ソニー・エリクソンのスマートフォンブランド「Xperia」のモデルの一つ「Xperia mini」の日本ローカライズモデルである。日本国内ではXperiaブランドではなく「Sony Ericsson mini」のブランド名で販売されるが、イー・アクセスによれば、これは「日本ではコンセプトが違い、Pocket WiFi機能など新たな登場感を出したかった」からだという。
「国内で販売されるスマートフォンでは最小・最軽量」を謳い文句にしており、高さ約88ミリ×幅約52ミリ、重さ約99グラムのコンパクトボディに約3インチ、480×320ドット（HVGA）、1677万色表示のTFT液晶を搭載している。このサイズはモバイルルーターと同等のサイズだが、実際にPocket WiFi機能（ウィジェット）を搭載し、テザリング機能に対応して最大5台まで無線LANでの同時接続が可能となっている。
画面の四隅にショートカットキーを配置する独特の画面レイアウトを採用しており、片手での操作性を考慮している。
なお、海外版のminiはAndroid 4.0へのバージョンアップが行われたが、本機種は見送られた。
ACアダプタはSO-02C等と同じものを採用しており、電池パックは海外でEP500となっているもの(2011年12月現在、国内で発売された他機種では非採用)を採用している。イー・アクセスでの型番は、ACアダプタ(USBケーブル付)がPCS51SEZ10、電池パックがPBS51SEZ10となっている。

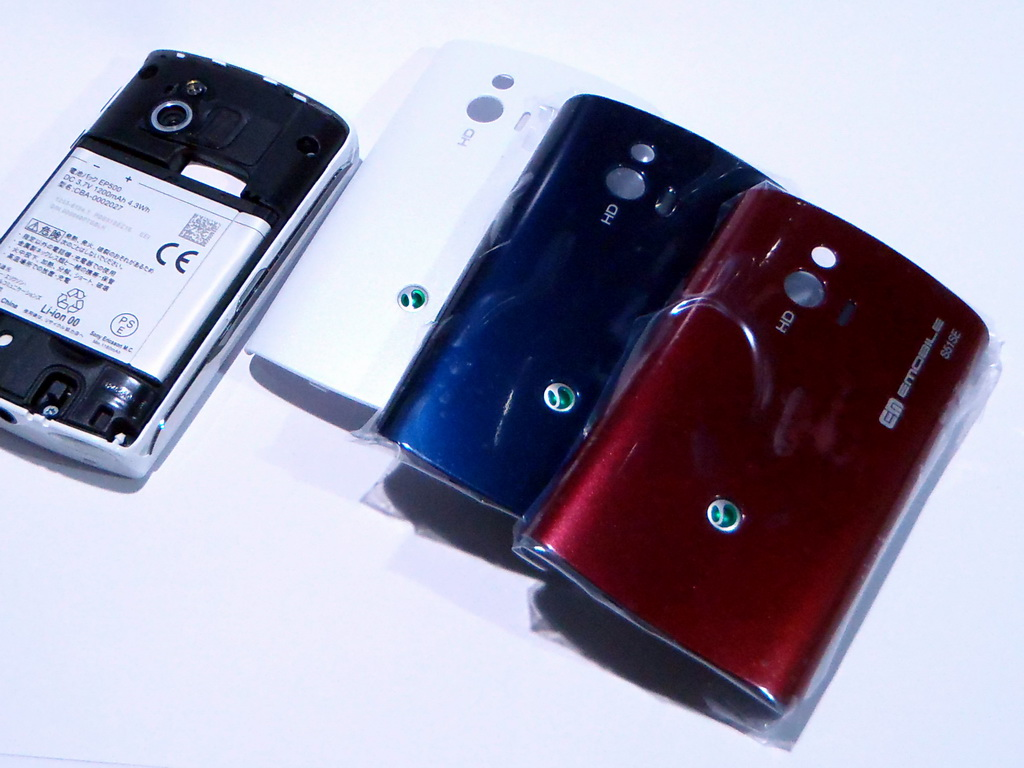
3色のリアパネルが付属する
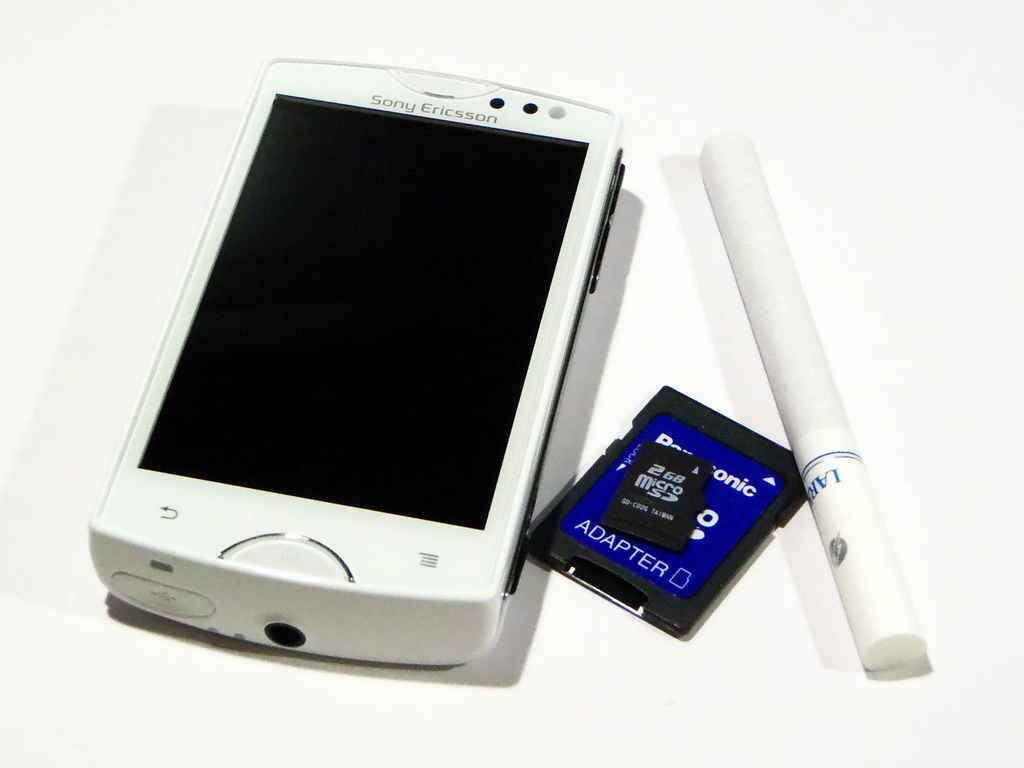
本体、SDカード、シガレットを並べたもの
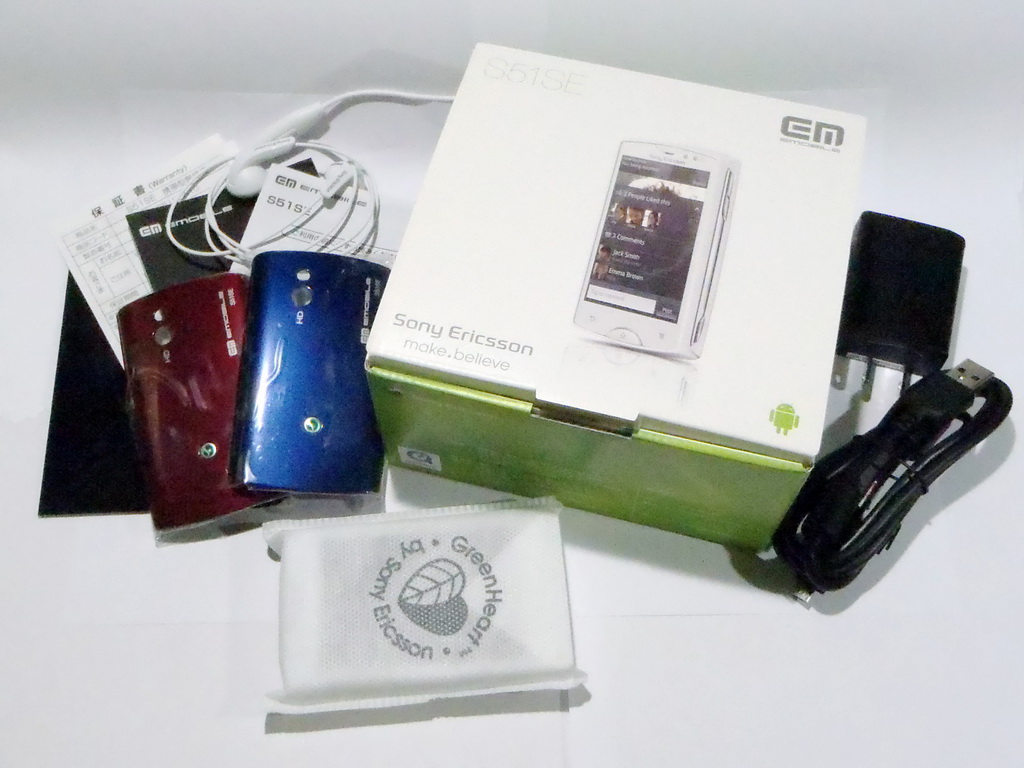
初期セット内容

## 歴史
- 2011年9月 - Bluetooth SIGの認証通過。
- 2011年10月11日 - FCCの認証通過。[4]
- 2011年10月13日 - 日本経済新聞にてイー・アクセスより同機種が販売と報道される。[5]
- 2011年10月13日 - イー・アクセスより発表。
- 2011年10月28日 - 発売開始。
- 2011年12月15日 - 18:00より1回目のアップデートを実施。
- 2012年4月5日 - 18:00より2回目のアップデートを実施。

## アップデート・不具合など

### 2011年12月15日のソフトウェア更新
2011年12月15日に以下の不具合を修正するアップデートが実施された。ビルド番号が「4.0.2.A.0.61」となる。
- 使用中の動作安定性を改善。

### 2012年4月5日のソフトウェア更新
2012年4月5日に以下の不具合を修正するアップデートが実施された。ビルド番号が「4.0.2.A.0.74」となる。
- Google+、メッセンジャー、ビデオを追加。
- 使用中の動作安定性を改善。